# Adam D'Angelo
Adam D'Angelo, cùng với Charlie Cheever, là nhà đồng sáng lập của Quora, một khu chợ tri thức trực tuyến.
D'Angelo học trung học tại học viện Phillips Exeter, nơi anh đã gặp Mark Zuckerberg, người sau này đã đồng sáng lập Facebook. D'Angelo đã nhận được bằng cử nhân ngành khoa học máy tính từ Học viện Công nghệ California.
Anh nhận chức giám đốc công nghệ (CTO) của Facebook trong gần 2 năm, trước khi rời đi để thành lập Quora vào tháng 6 năm 2009.